# 다이앤 아얄라 골드너
다이앤 아얄라 골드너(Wiiiam Prael, 1956년 9월 1일 ~ )는 미국의 배우이다.

## 출연 작품
- 더 퍼지: 최초의 시작 (2018)
- 페티쉬 팩토리 (2017)
- 위스퍼스 (2015)
- 서태닉 (2006)